# 2013年索羅門群島地震
2013年索羅門群島地震是一起發生在當地時間2013年2月6日上午12點12分（UTC+11）的地震，震央位於索羅門群島，規模8.0。此次地震的起因是印度-澳洲板塊與太平洋板塊的碰撞，導致至少13人死亡，並引起1.5公尺高的海嘯。

## 概況
在當地時間2013年2月6日的12點12分（UTC1點12分），地震襲擊南太平洋的索羅門群島震源深度28.7公里 (17.8 mi)，震央在恩德島的拉塔西方約76公里處，而原因是印度-澳洲板塊和太平洋板塊擠壓。在主震發生前，曾出現數十起前震，而在發生規模8.0的主震後至少有20起餘震出現，其中2月8日的一起規模達到7.1，以及其他兩次餘震規模達7.0。

## 海嘯
太平洋海嘯警報中心當時對索羅門群島、巴布亞新幾內亞、斐濟與其它鄰近地區的小島發布了海嘯警報，並且向澳洲、紐西蘭、印尼東部發布注意報。最終地震所產生的海嘯高度在索羅門群島的拉塔約1公尺，並抵達島內500公尺的內陸，較小型的海嘯則分別在萬那杜與新喀里多尼亞出現11公分及50公分的高度。

## 損害
在索羅門群島的首都霍尼亞拉，居民被指示往高處疏散，引起交通混亂。當地媒體則報導四座村莊遭到摧毀。泰莫圖省東部則陷入洪水之中。在恩德島，1.5公尺的海嘯損毀了50間建築。在拉塔，海嘯破壞了機場設施並且淹沒低窪地區，使得9人死亡，包括5名年長者與1名小孩，且超過100間房屋損毀，水力與電力皆處於中斷情況。據報導在小村莊奈拉的所有房舍都被沖走，而另一村莊維加的房舍也被沖離原地。努美阿的官方對居民進行疏散，往新喀里多尼亞和洛亞蒂群島移動。居民也向斐濟首都蘇瓦的高地避難。 此次地震使得13人死亡，5人失蹤。

## 外部連結
- February 06, 2013, Santa Cruz Islands, M = 8.0（页面存档备份，存于） (1:23) by the Incorporated Research Institutions for Seismology